# ژان مالژاک
ژان مالژاک (فرانسوی: Jean Malléjac‎; ۱۹ ژوئیهٔ ۱۹۲۹ – ۲۴ سپتامبر ۲۰۰۰) دوچرخه‌سوار اهل فرانسه بود.